# Montalvo (kanton)
Montalvo – kanton w prowincji Los Ríos, w Ekwadorze. Stolicą kantonu jest Montalvo.